# Polkanovite
La polkanovite è un minerale.

## Etimologia
Il nome è in onore del mineralogista ucraino Yuri Aleksandrovich Polkanov (1935- ), noto per i suoi contributi allo studio dei giacimenti della penisola di Crimea.